# Alida Withoos
Alida Withoos (Amersfoort, 1659 o 1661 – Amsterdam, 5 dicembre 1730 o 1699 o dopo il 1715) è stata una pittrice e illustratrice olandese del secolo d'oro.

## Biografia
Alida era la quarta degli otto figli di Matthias Withoos e di Wendelina van Hoorn (1618-1680 c.). La sua data di nascita non è conosciuta, ma dall'età dichiarata al momento del matrimonio si desume che nacque nel 1661 o nel 1662.
Quando nel 1672 i Francesi minacciavano di impadronirsi della città di Amersfoort, Withoos si trasferì con la sua famiglia ad Hoorn, luogo di nascita della moglie Wendelina e di residenza del nonno materno. 
L'11 dicembre 1680 Alida fece confessione come "figlia giovane" (nubile) presso la Chiesa Riformata, precorritrice della Chiesa Riformata Olandese. La confessione si fa di solito a diciott'anni.
In quel periodo ad Hoorn erano attivi parecchi disegnatori specializzati in fiori ed insetti. Alida fu istruita dal padre assieme agli altri figli. Anche la sorella più giovane Maria e i suoi fratelli Johannes, Pieter e Frans erano attivi come disegnatori di fiori, uccelli, farfalle e altri insetti e pittori specializzati in nature morte aventi come soggetti le creature del sottobosco, tanto che queste immagini erano regolarmente chiamate “Withoosjes'’.
Anche Alida quindi si dedicò alla pittura di fiori, frutta ed insetti con uno stile raffinato e buon utilizzo del colore, sia a tempera che ad olio. Dipinse anche paesaggi.
Negli anni '80 entrò casualmente in contatto con un gruppo di pittori famosi e ricchi collezionisti di piante. Ebbe così possibilità di lavorare come illustratore botanico, in particolare per Agnes Block (1629-1704) e per l'Orto botanico di Amsterdam.
Alida dipinse nel 1687 il primo frutto d'ananas portato a maturazione nei Paesi Bassi, che Agnes Block coltivò nella sua tenuta Vijverhof, presso Purmerend, dove coltivava anche altre piante esotiche.
Lavorò anche con Anna Maria Sibylla Merian ad un disegno con diverse varietà di colombine. Questi disegni commissionati da Agnes Block sono andati perduti.
Inoltre eseguì dodici o tredici illustrazioni per l'Atlante Monincks del 1698. Questo atlante conteneva 420 acquerelli di piante dell'Orto botanico di Amsterdam. La maggior parte delle immagini in tale atlante furono realizzate da Jan Moninckx. Anche Maria Moninckx e Johanna Herolt-Graff (figlia della Merian) furono coinvolte nella realizzazione di questo progetto. Questi acquerelli furono in parte utilizzati come modelli per i fogli stampati nel catalogo in due volumi delle piante dell'Orto botanico di Amsterdam, il Horti Medici Amstelodamensis rariorum historia plantarum di Jan e Caspar Commelin. Un certo numero di acquerelli di Alida Withoos costituiscono la base delle stampe nel secondo volume. Alcune delle piante rappresentate erano di recente introduzione, come ad esempio l'aloe del Sudafrica.
Il 23 dicembre 1701 Alida si sposò ad Amsterdam con il pittore Andries Corneliszoon van Dalen (nato nel 1672), di dieci anni più giovane. Il matrimonio fu senza figli. Forse questi era un discendente dei van Dalen, una famiglia di incisori e ritrattisti di Amsterdam. Era comunque meno famoso della moglie.
Dopo il 1700 non si conoscono opere datate di Alida Withoos e il suo lavoro non è più citato. Probabilmente, dopo il suo matrimonio, Alida non lavorò più. Non è infatti plausibile che abbia lavorato sotto il nome di suo marito, visto che sotto il nome di van Dalen sono conosciute principalmente incisioni. Potrebbe forse aver lavorato nella bottega a conduzione familiare dei van Dalen.
Morì in Prinsengracht ad Amsterdam e fu sepolta il 5 dicembre 1730 nella Westerkerk.
Dai rari esempi del suo lavoro si nota che il suo stile si avvicina maggiormente a quello di Maria van Oosterwijck, piuttosto che a quello del padre.

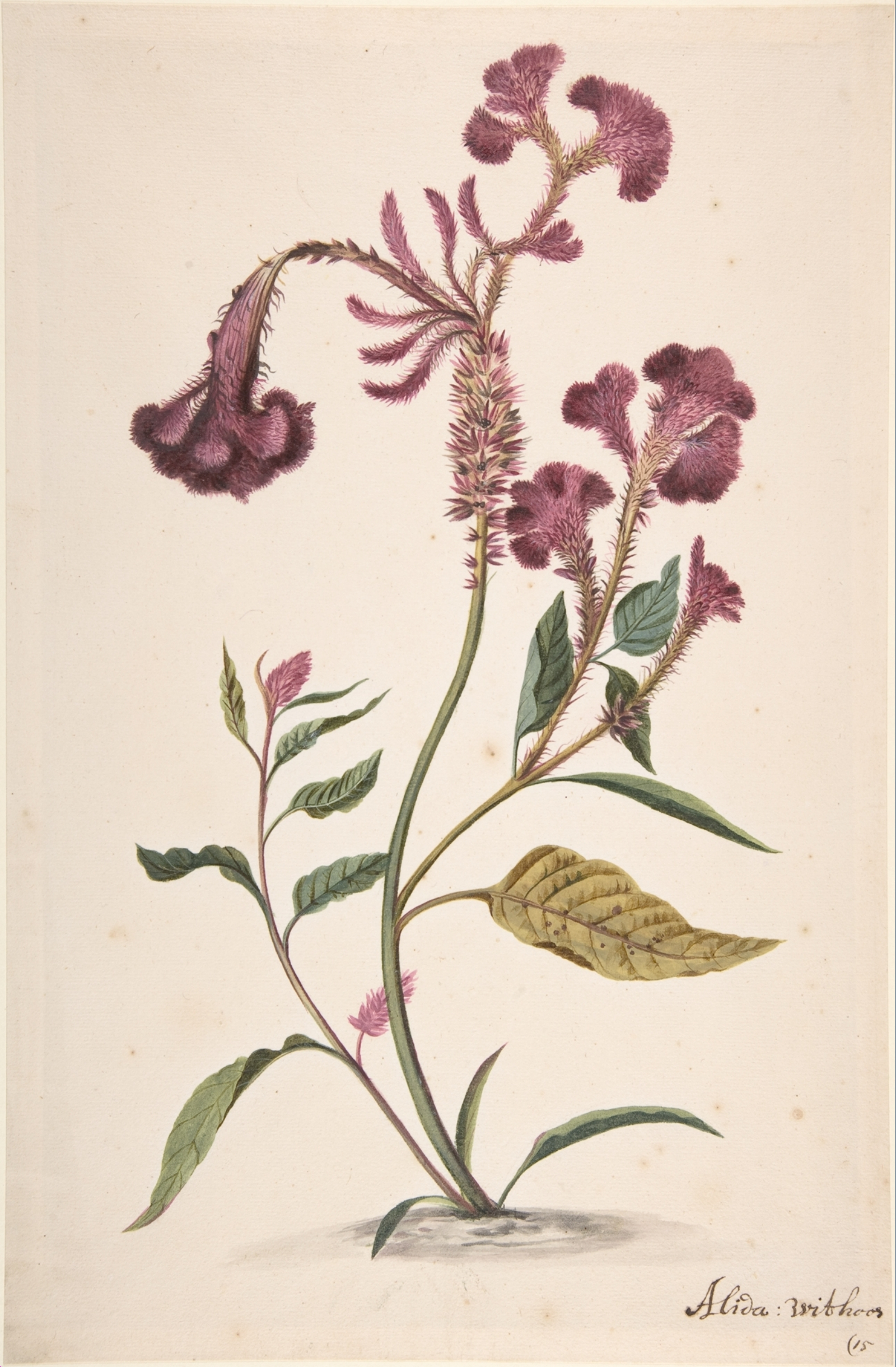
Studio di una Celosia (Celosia argentea)

## Opere
- Illustrazione di Rosa Mundi, 1700 c.
- Studio di una Celosia (Celosia argentea)
- Sottobosco con un cardo, una lucertola che si arrampica su un nido di un uccello, vari fiori ed un topo, olio su tela, 77,1 x 67,1 cm, firmato[8]
- Natura morta con iris, convolvoli, un giglio rosso ed altri fiori in un sottobosco, olio su tela, 71 x 58 cm[9]
- Natura morta con rose, margherite, un iris ed altri fiori in un sottobosco, olio su tela, 71 x 58 cm[9]
- Fiori nel sottobosco, olio su tela, 94,5 x 82 cm, firmato[10]